# Peter Kozler

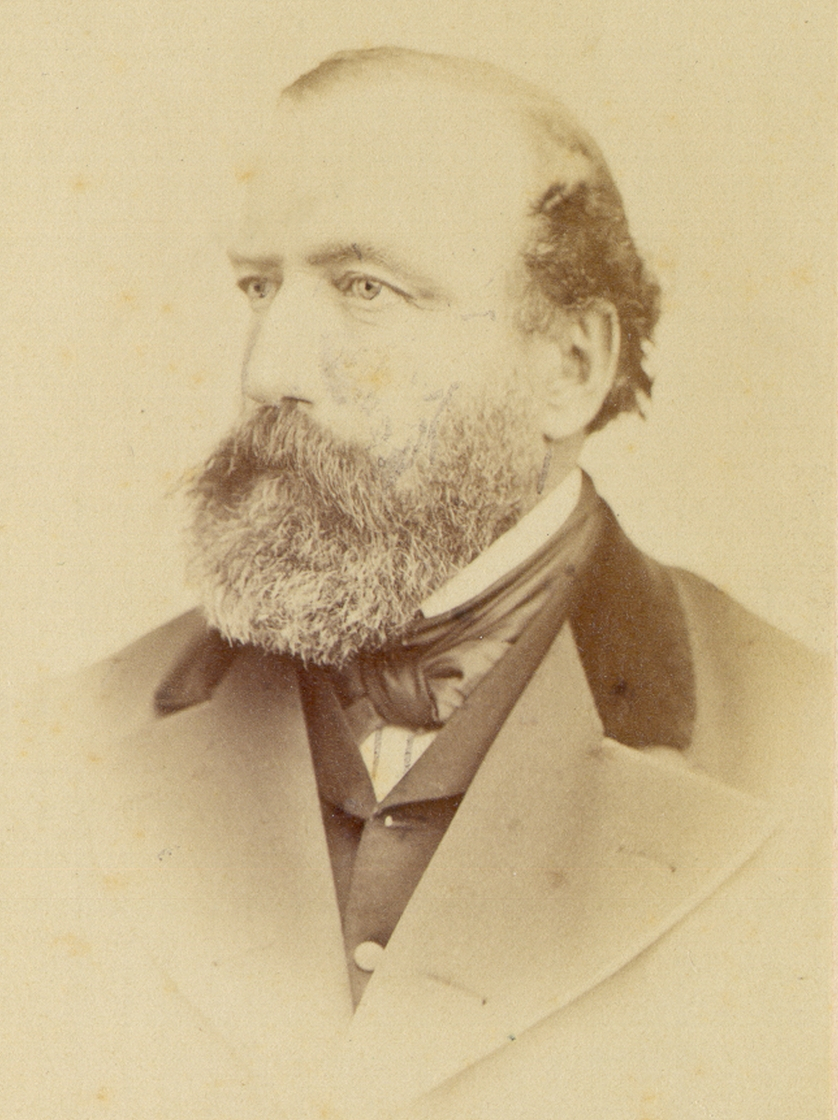
Peter Kozler.

Peter Kozler o Kosler (Koče, 16 de febrero de 1824-Liubliana, 16 de abril de 1879) fue un abogado, geógrafo, cartógrafo, activista e industrial carniola. Su origen étnico era alemán, pero se identificó con la cultura eslovena y abogó por la convivencia pacífica de la cultura alemana y eslovena en Carniola.
Kozler nació en Koche, un pueblo al sur de Kočevje (llamado Gottschee en alemán), en lo que entonces era el Reino de Iliria austriaco, y ahora es Eslovenia. Es probablemente más conocido por crear el primer mapa de las tierras eslovenas, llamado Zemljovid slovenske dežele, en pokrajin (‘mapas del esloveno país, una región’) en una escala de 1:576 000. Kozler hizo el mapa durante la Primavera de las Naciones (en 1848), pero lo publicó recién en 1854, en un almanaque llamado Kratki Slovenski zemljopis (‘pequeña eslovena geografía’), que es considerado como el primer atlas de geografía que utilizó exclusivamente topónimos en idioma esloveno. En el mapa ―que llegó a ser conocido como el Mapa Kozler―, una línea roja que se ha elaborado, mostrando la frontera étnica de los eslovenos. El mapa fue confiscado pronto por las autoridades militares de Austria. Por este motivo, Kozler fue brevemente encarcelado por las autoridades austriacas.
Recién en 1861 el mapa fue nuevamente puesto a disposición del público.

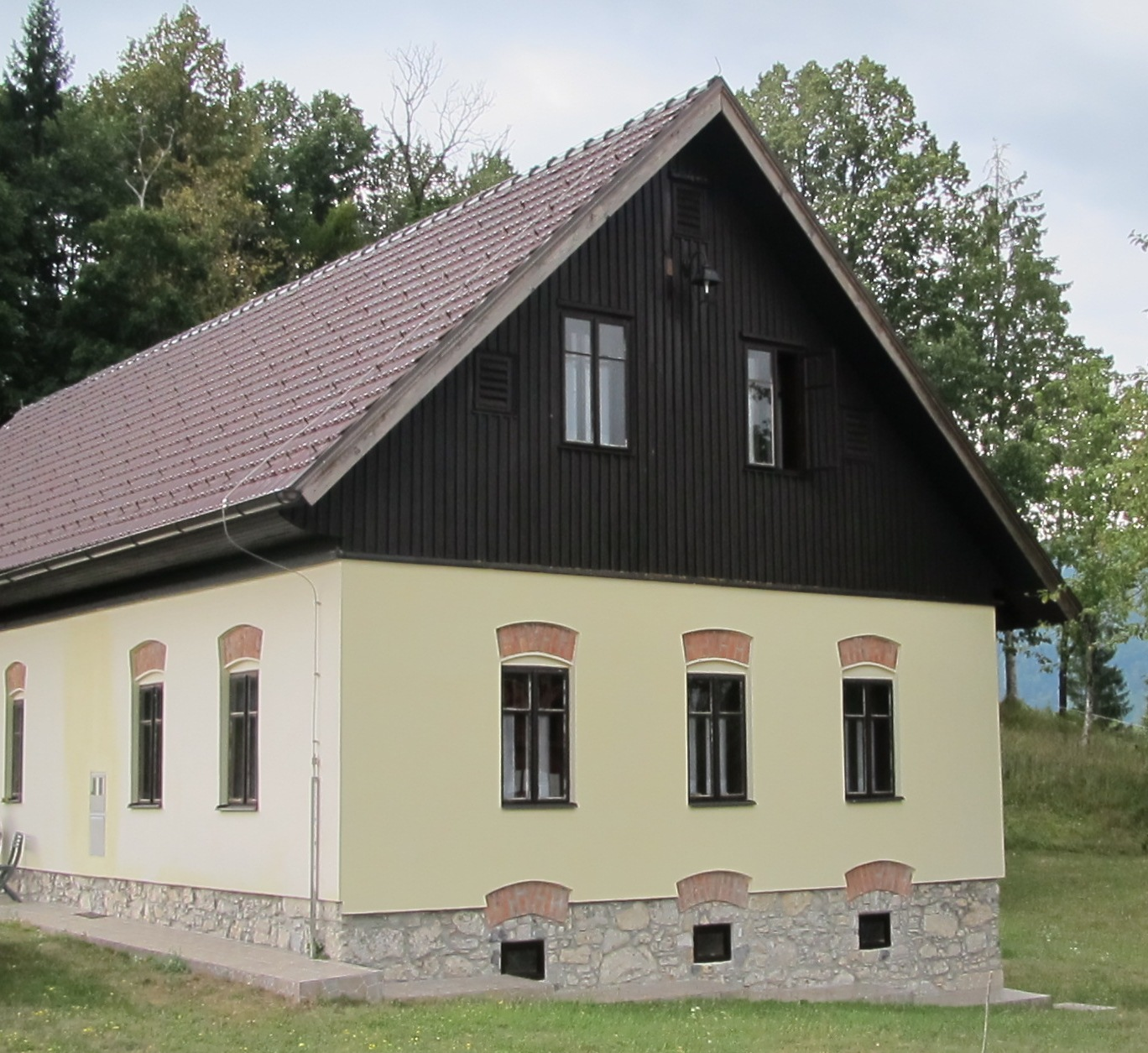
Casa en Koche donde nació Kozler.

Nacido en una familia relativamente acomodada, Kozler hizo una fortuna con la fabricación de cerveza. Fue el fundador de la Cervecería Unión.
Kozler era dueño de la mansión Kozlerjeva Palača (el palacio de Kozler) en el centro de Liubliana, cerca de la Plaza del Congreso y de la calle Čop, que fue considerado como uno de los mejores edificios barrocos de la ciudad. El edificio fue demolido por las autoridades comunistas en 1961, con la excusa de ampliar la calle cercana. Esto provocó una protesta pública y marcó un hito en el desarrollo urbano en la Liubliana de la posguerra.
Según una entrevista en el canal RTV con el historiador de arte Damjan Prelovšek (16 de octubre de 2006), en el sitio del antiguo edificio se plantaron árboles, lo que demuestra que la demolición fue una decisión política e innecesarios a fin de ampliar la calle.

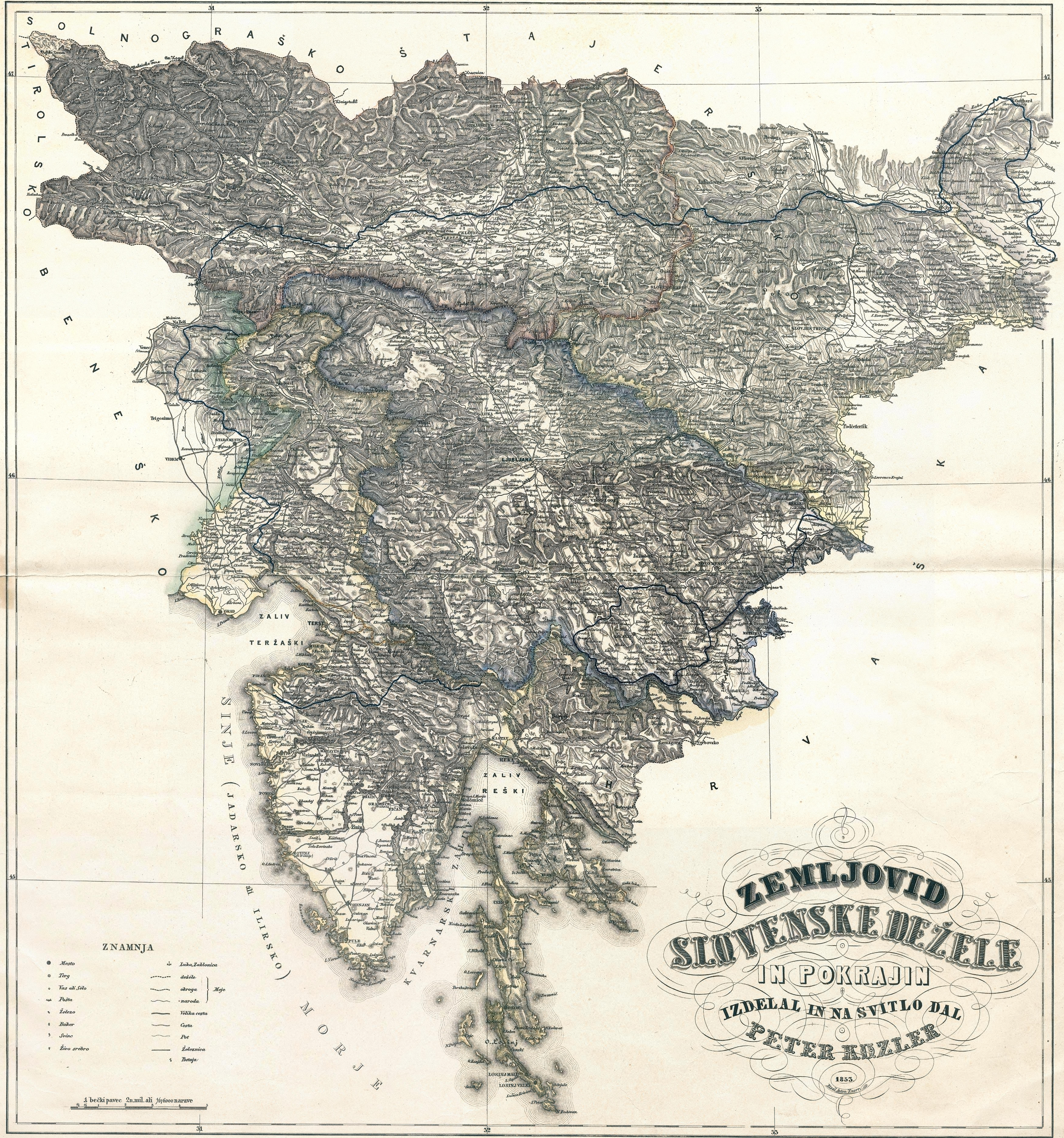
El mapa de Kozler de las tierras eslovenas.

Kozler compró una mansión a las afueras de Liubliana (en el Parque Tívoli, al principio del distrito Šiška), conocido como Cekinov Grad. En la actualidad, esa mansión es el Museo Nacional de Historia Contemporánea.

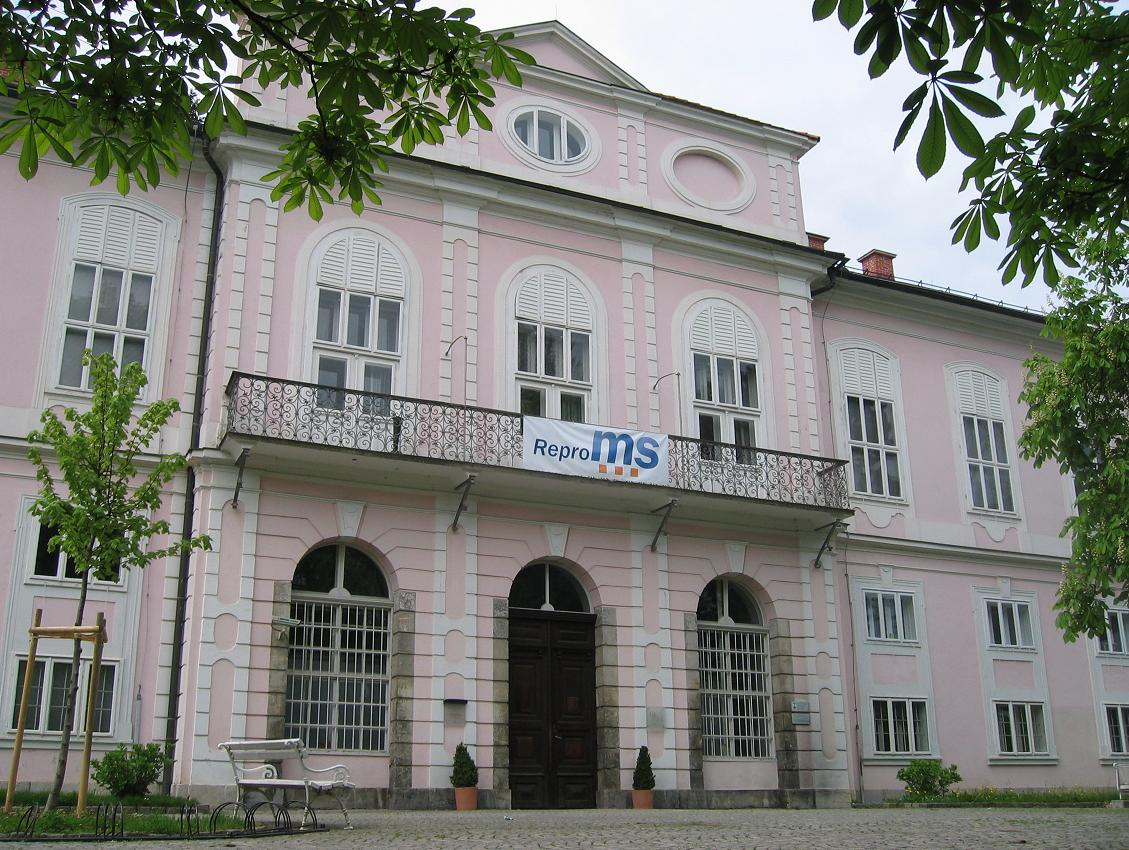
La mansión de Kozler en el Parque Tívoli, actualmente el Museo Nacional de Historia Contemporánea.

Kozler también era dueño de una parcela de tierra en las marismas de Liubliana, conocida como Kozlerjeva Gošča (‘barrial de Kozler’). Durante la Segunda Guerra Mundial, el lugar fue utilizado como fosa común para las víctimas del torturador de la guardia y asesino esloveno Franc Frakelj.
Kozler dio grandes cantidades de dinero para apoyar las instituciones y asociaciones culturales eslovenas. Era afín al movimiento político conservador Antigua Eslovenia.
Kozler murió en Liubliana a los 55 años.

En 1999, un sello postal esloveno se dedicó a Kozler.